# Муніципальна варта (Україна)

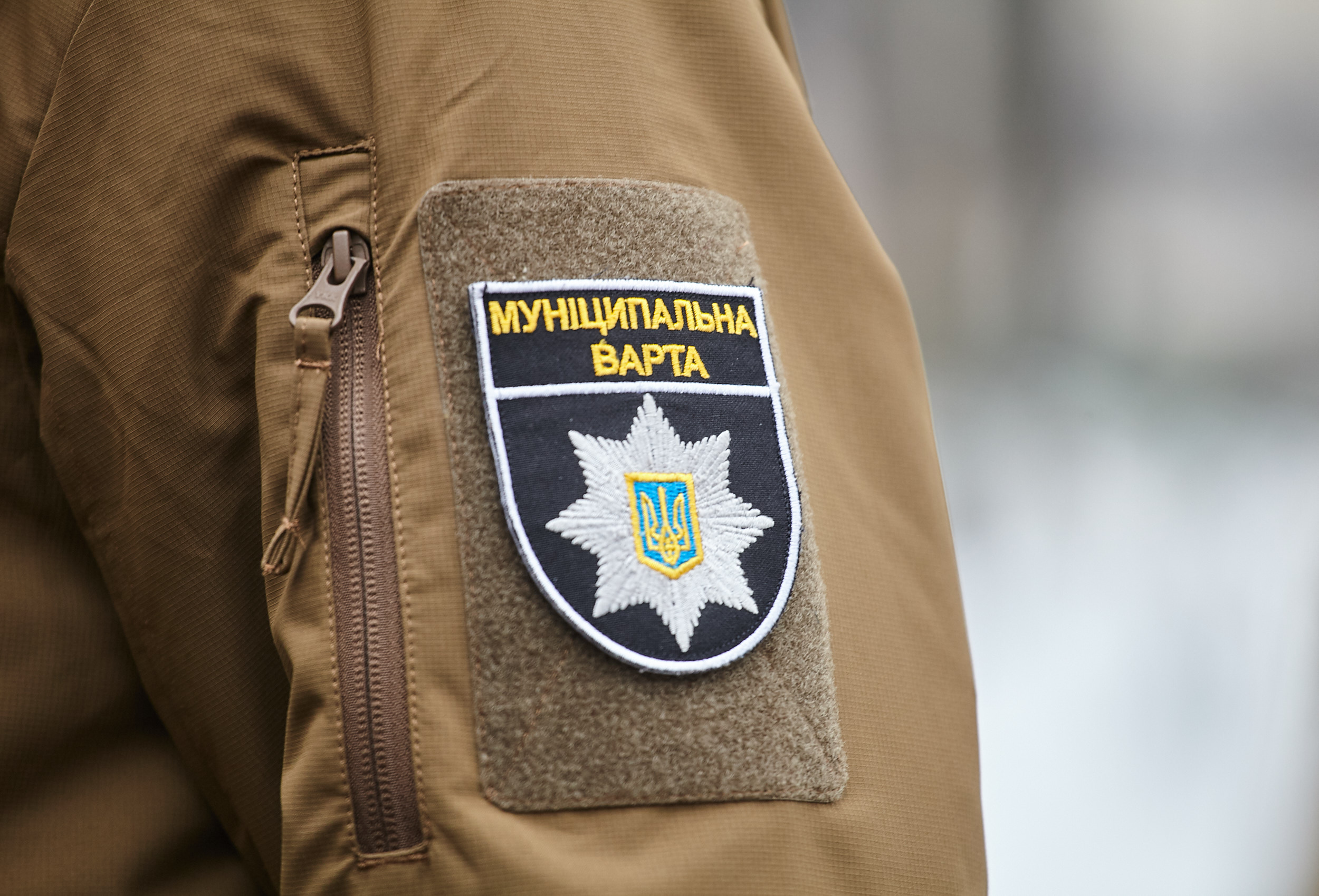
Нашивка «Муніципальної варти» Києва

Муніципа́льна ва́рта, міська варта, муніципальна дружина, муніципальна охорона в Україні — це назви комунальних підприємств чи установ, що функціонують у різних громадах України і частково виконують функції муніципальної поліції.

## Історія
У зв’язку з євроінтеграційним курсом України, що фактично почався в 2014 році, перевантаженістю підрозділів Національної поліції та з метою підвищення рівня довіри громадян до поліціянтів в Україні на законодавчому рівні прийнятий в першому читанні законопроєкт «Про муніципальну варту». Створення муніципальної поліції було однією з умов коаліційної угоди, складеної парламентаріями VIII скликання. Законопроєкт «Про муніципальну варту» передбачав, що муніципальна охорона буде створюватися за рішенням місцевих органів влади, фінансуватиметься із місцевих бюджетів, виконуватиме всі контролюючі адміністративні функції та забезпечуватиме охорону громадського порядку, а блок кримінальних правопорушень залишиться за Нацполіцією. Але далі першого читання законопроект «Про муніципальну варту» в парламенті не пройшов, адже в документі чітко не були розмежовані функції муніципальної варти та Національної поліції, а пункт про те, що муніципальна варта може обмежувати права і свободи громадян, «якщо іншим способом не можуть бути виконані покладені на муніципальну варту завдання», розглядався як поле для зловживань з боку неї. Зрештою із набуттям повноважень наступного скликання Верховної Ради цей законопроєкт взагалі було відкликано.
Незважаючи на той факт, що законопроект відклали, місцеві ради деяких міст України на підставі своїх рішень створили муніципальні варти як комунальні підприємства або вони з’явилися як громадські об’єднання. Так, у Києві муніципальна варта функціонує в організаційно-правовій формі громадського формування. Тим часом у Дніпрі, Кременчузі, Одесі та інших містах України працюють муніципальні варти, створені на підставі рішень місцевих рад, і функціонують як комунальні підприємства, фінансуються з місцевого бюджету.
Створенню муніципальної варти у вищезазначених містах передувала низка причин, які варто розглядати у двох аспектах: правоохоронному та фінансово-іміджевому залежно від тих завдань, які покликана вирішувати муніципальна варта у процесі свого функціонування. У правоохоронному аспекті поява муніципальної варти зумовлена такими причинами: 
1) перенавантаження поліцейських. Так, наприклад, один дільничний офіцер поліції обслуговує велику кілька населення та декілька населених пунктів, кількість дільничних є недостатньою для оперативного та ефективного реагування на звернення громадян, крім того, у великих містах ДОП окрім своїх безпосередніх функціональних обов’язків систематично бере участь у забезпеченні громадського порядку при проведенні масових заходів; 
2) зростання рівня злочинності в Україні (у тому числі за рахунок збільшення кількості зброї у населення). Національна поліція, перш за все, проводить розслідування кримінальних правопорушень, а тому адміністративні проступки часто залишаються поза її увагою, тощо.
Наразі в Україні триває дискусія щодо реформування муніципальної варти. Деякі експерти вважають, що її слід перетворити на повноцінну муніципальну поліцію. Інші вважають, що її слід залишити як допоміжний орган поліції.

## Повноваження
Доволі складним залишається питання повноважень муніципальної варти. У різних містах України комунальні підприємства керуються власними статутами, які ухвалюються на сесії місцевими депутатами та покликані регламентувати діяльність муніципальної варти. Тому в різних містах повноваження муніципальної варти відрізняються. Так, наприклад, у Львові муніципальна варта має право стягувати «паркувальний» збір, контролювати правила торгівлі алкогольною та тютюновою продукцією, а муніципальна варта Чернігова, згідно із статутом, таких прав не має. Загалом у вищезгаданих містах муніципальна варта виконує завдання з охорони громадського порядку, пам’яток історії, культури та об’єктів комунальної власності, стежить за правилами благоустрою території, чистотою вулиць, правильним паркуванням транспорту, організацією торгівлі. До прикладу київська муніципальна варта експериментальним шляхом шукає найбільш оптимальні способи забезпечення порядку у паркових зонах столиці. В межах експерименту весною 2024 року запрацювали велопатрулі на Трухановому острові та у Парку Партизанської слави. У статутах муніципальної варти різних міст України поверхнево зазначено, як має проходити її взаємодія з Національною поліцією.
Отже, муніципальна варта в Україні активно функціонує на підставі рішень місцевих рад. Однак, ті організаційно-правові форми, в яких на теперішній час муніципальна варта здійснює свою діяльність, не дозволяють їй повноцінно виконувати покладені на неї повноваження, кількість її особового складу, його оснащення та поставлені перед ним завдання зараз формуються доволі суб’єктивно на основі рішень місцевих рад, а тому не відповідають реальним потребам місцевих громад та правоохоронних органів, окремі положення статутів муніципальної варти не відповідають вимогам законодавства.

## Оцінка діяльності
Діяльність муніципальної варти в Україні оцінюється неоднозначно. Її прихильники вважають, що вона допомагає поліпшити ситуацію з громадським порядком та безпекою. Її противники стверджують, що вона дублює функції поліції та нерідко перевищує свої повноваження. Так з 2017 року в Києві працює громадське формування «Муніципальна варта». У нього скандальна репутація — учасників звинувачують у насильстві над бездомними та ромами. У Києві «Варту» повʼязують з громадською організацією «С14» і часто плутають з комунальним підприємством «Муніципальна охорона» — такі формування є і в інших містах, там їх називають «кишеньковими арміями» мерів. Мер Києва Віталій Кличко говорив, що «Варта» стане першим кроком до створення муніципальної поліції, а до цього допомагатиме Національній поліції підтримувати в місті громадський порядок.